# Stadio de Son Moix
Lo stadio de Son Moix (in catalano Estadi de Son Moix, in spagnolo Estadio de Son Moix), noto anche come Visit Mallorca Estadi per ragioni di sponsorizzazione, è il principale stadio di Palma di Maiorca, città spagnola nelle isole Baleari.
Ha una capienza di 25.736 spettatori ed è stato costruito nel 1999 per ospitare la XX Universiade estiva in sostituzione del vecchio stadio Lluís Sitjar.

## Storia
L'impianto sportivo, collocato in una zona industriale di Camí dels Reis, a circa 3 chilometri dal centro della città, ospita le partite casalinghe del RCD Mallorca, che dal 1999 ha raggiunto un accordo con il consiglio comunale cittadino per il suo sfruttamento a fini sportivi, per un periodo di 50 anni. Originariamente noto anche come "Son Moix" (dal nome del quartiere cittadino che lo ospita), nel 2006 lo stadio ha cambiato nome, per motivi legati alla sponsorizzazione, in ONO Estadi, e successivamente in Iberostar Estadi fino al 2017 per via di un contratto di sponsorizzazione tra il club cittadino e la catena alberghiera Iberostar.
Dal giugno 2020 lo stadio è stato ufficialmente ridenominato Visit Mallorca Estadi, allo scopo di rilanciare il turismo nella regione, danneggiato dalle conseguenze della pandemia di COVID-19 del 2020 in Spagna; il termine dell'accordo di sponsorizzazione è previsto nel 2022.
Nel maggio 2022 sono iniziati i lavori di ristrutturazione dell'impianto, con l'obiettivo di renderlo moderno, riciclando il 90% dei rifiuti generati dalla struttura e raccogliendo l'acqua piovana per irrigare il terreno di gioco, e avvicinare gli spalti al campo, rimuovendo la pista d'atletica. I lavori sono durati 601 giorni, con una nuova copertura per le tribune, ampliamento dei posti VIP, sostituzione di tutti i seggiolini, nuovi spazi hospitality e due nuovi maxischermi. La prima partita dopo la conclusione dei lavori si è disputata il 13 gennaio 2024 contro il Celta Vigo, finita 1-1.

## Caratteristiche
Lo stadio è in grado di ospitare 25.736 spettatori e ha dimensioni di 105 x 68 metri.
Il terreno di gioco è erboso e l'impianto di illuminazione è costituito da 2 000 luci.
È presente una zona dedicata alla stampa di 150 metri quadrati capace di contenere circa 300 giornalisti.
Il parcheggio dispone di 1 500 metri quadrati dedicati ad ospitare le postazioni televisive mobili, 40 posti per la stampa e 2 700 per il resto del pubblico.

## Collegamenti esterni

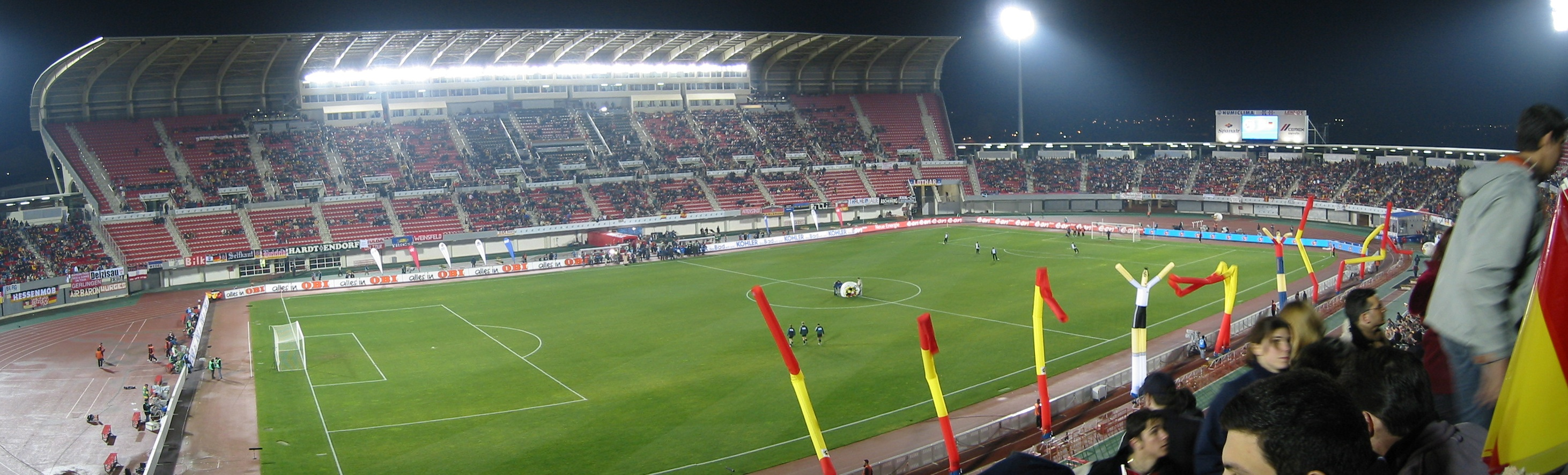
Panoramica del Son Moix.